# Seututie 899
La route régionale 899 (finnois : Seututie 899) est une route régionale allant de Juurikkalahti à Sotkamo jusqu'à Jormua à Kajaani en Finlande,,.

## Présentation
La seututie 899 est une route régionale de Kainuu.